# Mowa ptaków
Mowa ptaków – polski dramat filmowy z 2019 roku w reżyserii Xawerego Żuławskiego. Premiera filmu w polskich kinach 27 września 2019. 

## Produkcja
Powstała na podstawie scenariusza zmarłego już wtedy Andrzeja Żuławskiego.
Film początkowo nie został zakwalifikowany do Konkursu Głównego Festiwalu Polskich Filmów Fabularnych w Gdyni. Pominięcie filmu Żuławskiego, który rekomendował Zespół Selekcyjny festiwalu, krytykowali dziennikarze i twórcy.  W rezultacie wszyscy członkowie Rady złożyli rezygnację. Gildia Reżyserów Polskich wydała oświadczenie krytykujące selekcję filmów, zaś dyrekcja festiwalu wskazywała, że selekcja odbyła się zgodnie z regulaminem festiwalu. W wyniku nadzwyczajnego głosowania zwołanego przez dyrektora PISF członkowie Komitetu Organizacyjnego festiwalu przychylili się do głosów środowiska filmowego. Film Xawerego Żuławskiego znalazł się w Konkursie Głównym 44. FPFF.

## Obsada
- Sebastian Fabijański (Marian)
- Eryk Kulm (Józef)
- Jaśmina Polak (Ania)
- Sebastian Pawlak (Ludwik)
- Katarzyna Chojnacka (Ala)
- Andrzej Chyra (Lucjan)
- Borys Szyc (Jakubiec)
- Marta Żmuda Trzebiatowska (Jakubcowa)
- Daniel Olbrychski (Gustaw)
- Żaneta Palica (Maria)
- Alicja Jachiewicz (Matka Józefa)
- Bartosz Obuchowicz (Nauczyciel wf-u)
- Wiktor Zborowski (Ojciec Ludwika)
- Monika Niemczyk (Nauczycielka biologii)
- Grzegorz Palkowski i Kacper Olszewski (uczniowie)
- Rafał Mroczek - (lekarz 1)
- Marcin Mroczek - (lekarz 2)

## Opis fabuły
Licealny nauczyciel historii Ludwik zostaje upokorzony przez nacjonalistycznie i katolicko nastawionych uczniów. W jego obronie staje polonista i niespełniony pisarz Marian. Zostaje on jednak zwolniony, gdyż ratując historyka, użył w samoobronie noża. Współlokator Mariana, Józef, to ambitny kompozytor, którego toczy trąd. Obaj bracia próbują zarobić, napisawszy piosenkę-przebój. Żeby utrzymać Józefa, jego dziewczyna Ania zatrudnia się jako sprzątaczka u dyrektora banku Jakubca, choć musi znosić szykany ze strony jego ciężarnej żony.